# توزيع هندسي

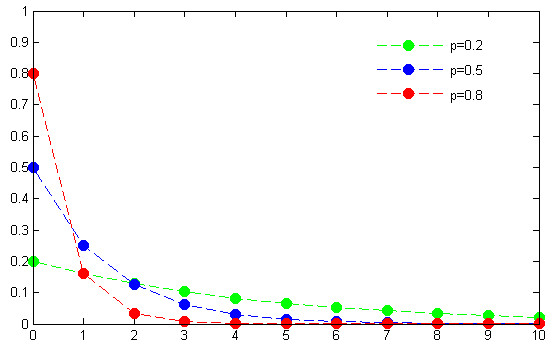

التوزيع الهندسي (بالإنكليزية: Geometric distribution) وهو جزء من التوزيع الاحتمالي المتعلق بتجارب بيرنولي، ويستخدم التوزيع الهندسي النموذج التالي: "كم عدد المحاولات التي نحتاجها للحصول على النتيجة المطلوبة؟"
إن التوزيع الهندسي يستخدم من أجل التوزيع التكراري للبيانات الكمية المنفصلة الثنائية من أجل معرفة احتمال ظهور المشاهدة W بعد k محاولة في التجربة المنفذة في فضاء عينة S ذو المشاهدات المعلومة Ai ذات قيم الاحتمال الثابتة والمعلومة Pi
{\displaystyle P(W)=p*(1-p)^{k-1}}.

## تعريف
التوزيع الهندسي هو عدد التكرارات للتجربة للحصول على نجاح واحد فقط من تلك التجربة. فإذا كان المتغير X يشير إلى عدد مرات تكرار التجربة و P يشير إلى احتمال نجاح التجربة و q هو احتمال فشل التجربة وبالتالي فإن الدالة الاحتمالية لهذا التوزيع ستكون:
{\displaystyle f(x)=p{(1-p)^{x-1}}}
حيث أن ...,1,2,3=x
حيث أن {\displaystyle x\geq {1}} , {\displaystyle 0\leq {p}\leq {1}} , {\displaystyle f(x)\geq {0}} لجميع قيم x
{\displaystyle \sum _{x=1}^{\infty }p{(1-p)^{x-1}}=p\sum _{x=1}^{\infty }{(1-p)^{x-1}}=p{\frac {1}{1-(1-p)}}=1}
وهذا يؤكد أن (f(x دالة احتمالية وقد سميت بالتوزيع الهندسي لان احتمالات قيم X المختلفة تناظر حدود متوالية هندسية.
يستخدم هذا التوزيع إذا كان هناك محاولات أو تجارب وتمثل X عدد هذه المحاولات حتى الحصول على أول نجاح. علما بأن احتمال النجاح P واحتمال الفشل في أي محاولة q=1-p فمثلا في فحص الإنتاج ربما تكون X عدد السلع المفحوصة حتى الحصول على أول تالفة . وكذلك في تجربة القاء قطعة النقود فربما تكون X عدد مرات القاء قطعة النقود حتى الحصول على صورة وكذلك عدد الولادات التي تضعها سيدة قبل أن ترزق بذكر .

## مثال
ليكن لدينا نرد متجانس (1,2,3,4,5,6,) ما هو احتمال ظهور الرقم 6 بعد 7 محاولات لالقاء النرد؟
الحل:
الاحتمالات الصحيحة (ظهور رقم 6): P = 1/6
الاحتمالات الخاطئة (عدم ظهور رقم 6): q=1-P = 5/6
يكون ظهور الحدث المطلوب بعد 7 محاولات، أي في المحاولة الثامنة وبالتالي: n=8
{\displaystyle P(W)=p(1-p)^{n-1}=pq^{n-1}}
بتعويض المعطيات
{\displaystyle p(w)=(1/6)*(5/6)^{(}8-1)}
{\displaystyle p(w)=0.04651}
أي أنه من كل 100 محاولة لرمي النرد توجد 8 مرات فقط، سيظهر الرقم 1 في المرة الثامنة (وليس قبل الثامنة) في 4.651 مرة من أصل المحاولات المائة.

## دالة التوزيع التراكمية
{\displaystyle F(x)=\sum _{s=1}^{x}f(s)=\sum _{s=1}^{x}pq^{s-1}}
{\displaystyle =p{\frac {(1-q)^{x}}{(1-q)}}=1-q^{x}}
حيث أن ...,x=1,2,3

## المنوال
نلاحظ أن
{\displaystyle {\frac {f(x+1)}{f(x)}}={\frac {pq^{x}}{pq^{(}x-1)}}=q<1}
أي أن الحدود المتتالية متناقصة . وهذا يعني أن أعلى احتمال هو عند X=1 وعلى ذلك فإن المنوال هو X=1

## متوسط التوزيع
{\displaystyle \mu =E(x)=\sum _{x=1}^{}xpq^{x-1}}
{\displaystyle =p[1+2q+3q^{2}+4q^{3}+...]}
{\displaystyle =p(1-q)^{-2}={\frac {1}{p}}}

## تباين التوزيع
نعلم أن
{\displaystyle \sum _{x=1}^{\infty }xq^{x}=q+2q^{2}+3q^{3}+\ldots }
{\displaystyle =q(1+2q+3q+...)}
{\displaystyle ={\frac {q}{(1-q)^{2}}}}
بتفاضل الطرفين بالنسبة إلى q نحصل على
{\displaystyle \sum _{x=1}^{\infty }x^{2}q^{x-1}={\frac {1+q}{(1-q)^{3}}}}
{\displaystyle \therefore \sum _{x=1}^{\infty }x^{2}pq^{x-1}=p{\frac {(1+q)}{p^{3}}}}
{\displaystyle E(x^{2})={\frac {1+q}{(p)^{2}}}}
وبذلك يكون التباين
{\displaystyle \sigma ^{2}={\frac {1+q}{p^{2}}}-{\frac {1}{p^{2}}}={\frac {q}{p^{2}}}}

## دالة توليد العزوم
{\displaystyle M(t)=\sum _{x=1}^{\infty }e^{xt}pq^{x-1}}
{\displaystyle =pe^{t}\sum _{x=1}^{\infty }(qe^{t})^{x-1}}
{\displaystyle ={\frac {pe^{t}}{1-qe^{t}}}}
و حيث أن
{\displaystyle M'(x)={\frac {pe^{t}}{(1-qe^{t})^{2}}}\,}
{\displaystyle M''(t)={\frac {pe^{t}(1+qe^{t})}{(1-qe^{t})^{3}}}\,}
{\displaystyle \therefore \mu =\mu '_{1}=M'(0)={\frac {p}{(1-q)^{2}}}={\frac {1}{p}}\,}
{\displaystyle \mu '_{2}=M''(0)={\frac {p(1+q)}{(1-q)^{3}}}={\frac {1+q}{p^{2}}}\,}
{\displaystyle \sigma ^{2}=\mu '_{2}-\mu ^{2}={\frac {1+q}{p^{2}}}-({\frac {1}{p}})^{2}={\frac {q}{p^{2}}}\,}
مثال:
احتمال إصابة هدف هو(0.4) ما احتمال إصابة هذا الهدف في المحاولة الرابعة.
الحل:
{\displaystyle p=0.4\Longrightarrow q=0.6}
احتمال إصابة الهدف في المحاولة الرابعة معنى ذلك الفشل في الحاولات الثلاثة السابقة وعليه يكون الاحتمال :
{\displaystyle p=(0.4)(0.6)^{3}=0.0864}
مثال:
إذا كان احتمال ولادة ذكر في أي ولادة تمر بها سيده هو 1/3 أوجد
1-	التوزيع الاحتمالي لعدد مرات الوضع قبل أن ترزق هذه السيده بذكر .
2- أوجد متوسط عدد مرات الوضع قبل أن ترزق بأول ذكر.
3-	ما احتمال أن تضع ذكرا لأول مرة بعد ولادتين .
4-	ما احنمال أن تضع ذكرا لأول مرة بعد ثلاث ولادات على الأكثر.
الحل :
احتمال ولادة ذكر p= 1/3
X عدد مرات الوضع قبل أن ترزق بأول ذكر
1- X تتبع توزيعا هندسيا بمعلمه P=1/3 وبذلك تكون دالته الاحتمالية هي
...,1,2,3=x
,.{\displaystyle f(x)={\frac {1}{3}}({\frac {2}{3}})^{x-1}}
2-متوسط عدد مرات الوضع قبل أن ترزق بأول ذكر هو μ حيث
{\displaystyle \mu ={\frac {1}{p}}={\frac {1}{({\frac {1}{3}})}}=3}
3-احتمال أن تضع ذكرا لأول مرة بعد ولادتين هو (p(x=2 حيث
{\displaystyle p(x=2)=f(2)=({\frac {1}{3}})({\frac {2}{3}})={\frac {2}{9}}}
4-احتمال أن تضع ذكرا لأول مرة بعد ثلاث ولادات على الأكثر هو
{\displaystyle p(x\leq 3)=F(3)=1-q^{3}=1-({\frac {2}{3}})^{3}={\frac {19}{27}}=0.7}